# Черилос
Черилос (Грчки: Χοιρίλος) био је атински песник, чије су дела извођене још 524. пре Христа.
Почео је да пише трагедије када је имао 22 године. Поставио је 160 представа и 13 пута освојао награде. Сва његова дела су изгубљена; једино Паусанија помиње његову драму под насловом Алопе (митолошка личност која је била тема драма Еурипида и Карцина).
Већи део живота живео је у Атини.
Наводи се да је увео значајна побољшања у позоришне маске и костиме.